# سیاره درونی و سیاره بیرونی
سیارهٔ درونی و سیارهٔ بیرونی (به انگلیسی: Inferior and superior planets) نام یکی از قدیمی‌ترین گروه‌بندی‌های سیاره‌ای سامانه خورشیدی است که در آن یک سیاره با توجه به سیارهٔ دیگری دارای مرتبه‌ای بیرونی‌تر (دورتر از مرز)، یا داخلی‌تر (پایین‌تر) گرفته می‌شده؛ اگر مدار آن سیاره در داخل مدار سیاره در اطراف خورشید قرار داشته باشد. در چنین موقعیتی گفته می‌شود که، سیارهٔ بعدی نسبت به قبلی برتر است. با مرجع قرار دادن کره زمین؛ که این اصطلاح در اصل برای آن (از دیدگاه زمین‌مرکزی) استفاده شده، سیاره‌های پایین رتبهٔ این منظومه: عطارد و زهره هستند، در حالی که سیاره‌های برتر آن را مریخ، مشتری، زحل، اورانوس و نپتون تشکیل می‌دهند. سیاره‌های کوتوله مانند سرس یا پلوتو و بیشتر سیارکها «برتر» هستند و این به این معنی که همهٔ آن‌ها در مداری خارج از مدار زمین قرار دارند.
امروز در سیاره‌شناسی استفاده از این اصطلاح به‌طور کلی اشاره به مفهوم کلی آن در جمله دارد؛ به عنوان مثال، زمین یک سیارهٔ درونی نسبت به مریخ است؛ زمین درون مدار مریخ به دور خورشید قرار دارد، یا: سیاره‌های بیرونی سیاره‌هایی هستند که در بیرون از کمربند استروییدی قرار گرفته‌اند.

## پیشینه
این اصطلاحات در ابتدا در کیهانشناسی زمین‌مرکزی کلودیوس بطلمیوس مورد استفاده قرار گرفتند تا سیاره‌های نابالغ (تیر و ونوس) که فلک تدویرشان با زمین و خورشید همخوانی داشت، و عنوان بالاتر از آن سیاره‌های (مریخ، مشتری و زحل) بود که در چنین وضعیتی درگیر نبودند.
در قرن شانزدهم، در اروپا این اصطلاحات توسط کوپرنیک تغییر یافتند، زمانی که او مدل زمین‌مرکزی بطلمیوس را رد کرد، مدلی که اندازهٔ مدار سیاره را در رابطه با زمین معیار رتبه‌بندی آن می‌دانست.